# Cathédrale Notre-Dame-de-l’Assomption de Crémone
La cathédrale de Crémone ou cathédrale Notre-Dame-de-l’Assomption (en italien : cattedrale di santa Maria Assunta ou Duomo di Cremona) est une église catholique romaine située sur le point culminant de la ville surplombant la Piazza del Comune, à Crémone, en Italie.
Principale église catholique de la ville, le Duomo est dédié à Santa Maria Assunta (Notre-Dame de l'Assomption). Son campanile est le célèbre Torrazzo, symbole de la ville et plus haute tour de l'époque pré-moderne en Italie.
Un autre important monument médiéval, le baptistère, lui est juxtaposé.  

## Historique

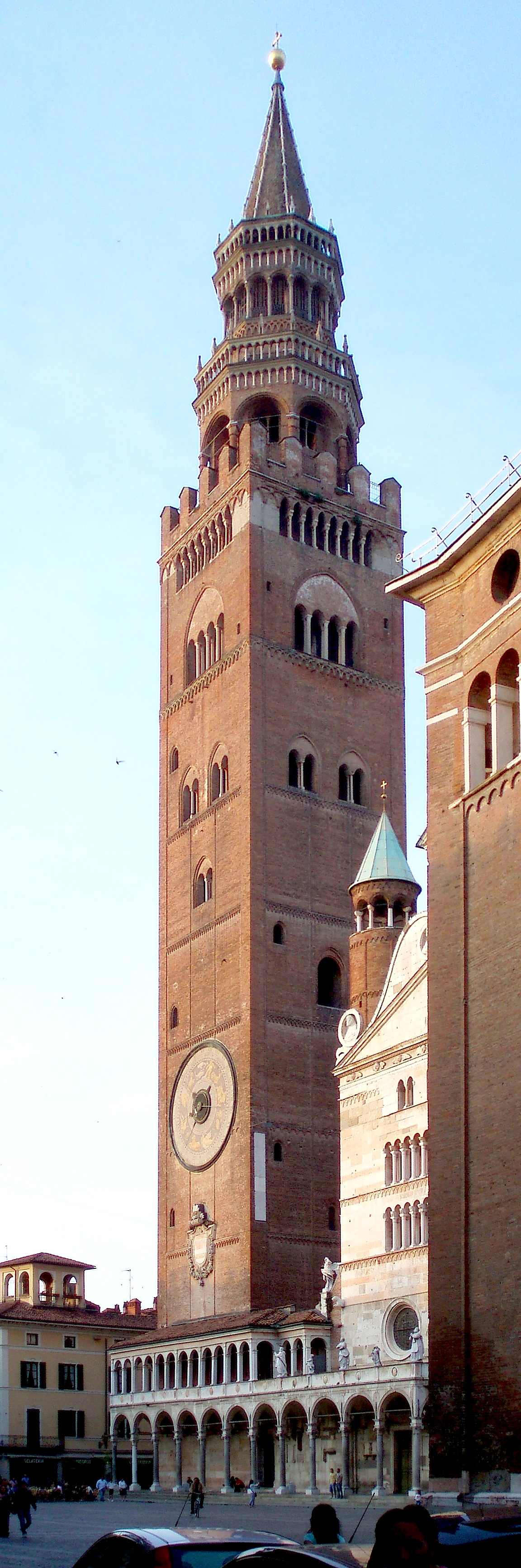
Le Torrazzo.

La cathédrale de Crémone et le baptistère attenant constituent un des ensembles les plus emblématiques de la transition romane-gothique en Italie du Nord.
Construit à l'origine en style roman, l'église a été restaurée et agrandie avec des éléments d'architecture gothique, renaissance  et baroque. 
L'église a été commencée en 1107. Dans la sacristie des chanoines se trouve la pierre de fondation datée de 1107 qui représente Enoch et Élie.
Les premiers travaux ont été interrompus après les dommages causés par le tremblement de terre du 3 janvier 1117. 
La construction a été reprise en 1129, et l'édifice a été sans doute terminé dans les années 1160-1170. 
Le maître-autel, dédié aux saints patrons de la ville, San Archeolao et San Imerio, a été consacré en 1196.

## Extérieur

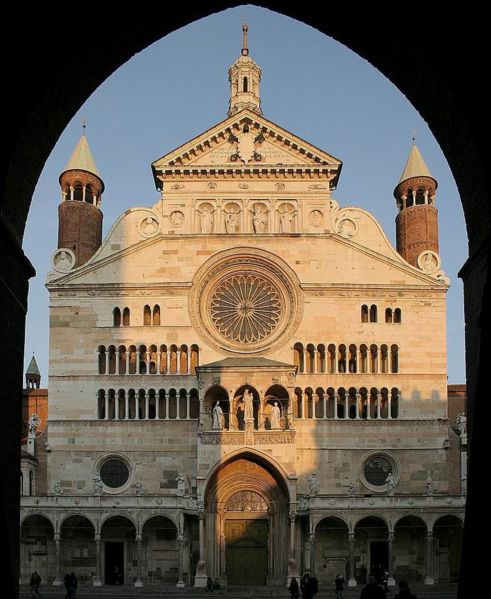
La façade.

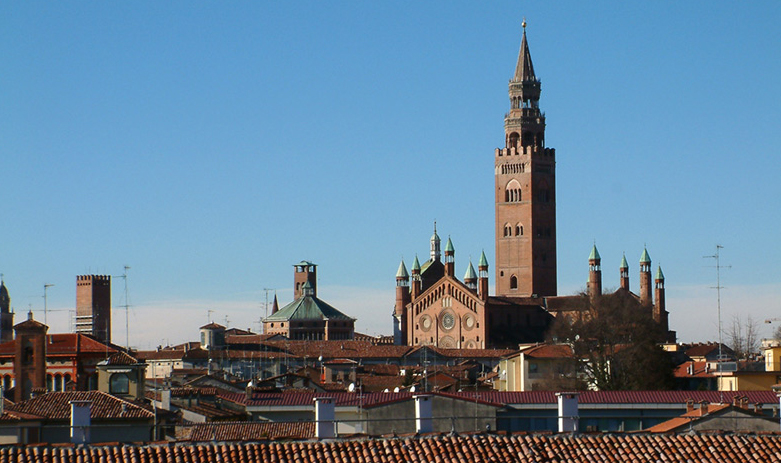
Vue générale de la cathédrale, fortement dominée par le Torrazzo, son campanile gothique en brique de 112.7 mètres de haut.

La façade actuelle a probablement été construite au XIIe  et au début du XIVe siècle. Dans la même période, les bras du transept  ont également été ajoutés, le bras nord en 1288 et le sud en 1348.
La façade principale, avec en annexe le Baptistère, est l'un des plus importants monuments de l'art roman en Europe. Il dispose d'un portique avec au centre une narthex à laquelle a été ajoutée en 1491 une loggia de style Renaissance avec trois niches. Ceci est surmonté d'un grande rosace, flanquée de deux loggette (petites loggias).
Le portail date probablement du début du XIIe siècle. Sur un côté se trouvent les images des quatre prophètes Ezechiel, Daniel, Isaïe, Jérémie portant chacun un parchemin avec le texte de leurs prophéties. 
Les narthex a été réalisé par des maîtres provenant de Campione au siècle suivant.
Il reprend une ancienne frise  représentant le Labours du mois (fin du XIIe siècle, inspiré de celui du Baptistère de Parme).
Les quatre statues sur la loggia supérieure, qui représente le Vierge à l'Enfant et deux évêques, sont de l'école toscane (1310). Les colonnes du narthex avec les deux lions sont en marbre de Vérone. Le lion de gauche tient dans ses pattes un dragon, symbole du mal, alors que celui de droite tient un ours, qui  à son tour mord le cou d'un oiseau.
Sur la façade se trouvent également deux tombeaux, le plus récent (moitié du XIVe siècle) est l'œuvre de Bonino da Campione.
La façade du bras nord du transept (fin du XIIe siècle) a également un narthex. Ses colonnes comportent également deux lions à la base. Il est caractérisé par une séquence de fenêtres à meneaux et rosaces. La façade du bras sud date de 1342 et est en maçonnerie, typique de l'architecture gothique lombarde.
Il a une structure semblable à celle du côté nord, mais avec une décoration plus détaillée.
Les trois absides sont surmontées par des loggias avec de petites colonnes, chacune ayant un visage humain. L'abside centrale est beaucoup plus élevée que celles attenantes.

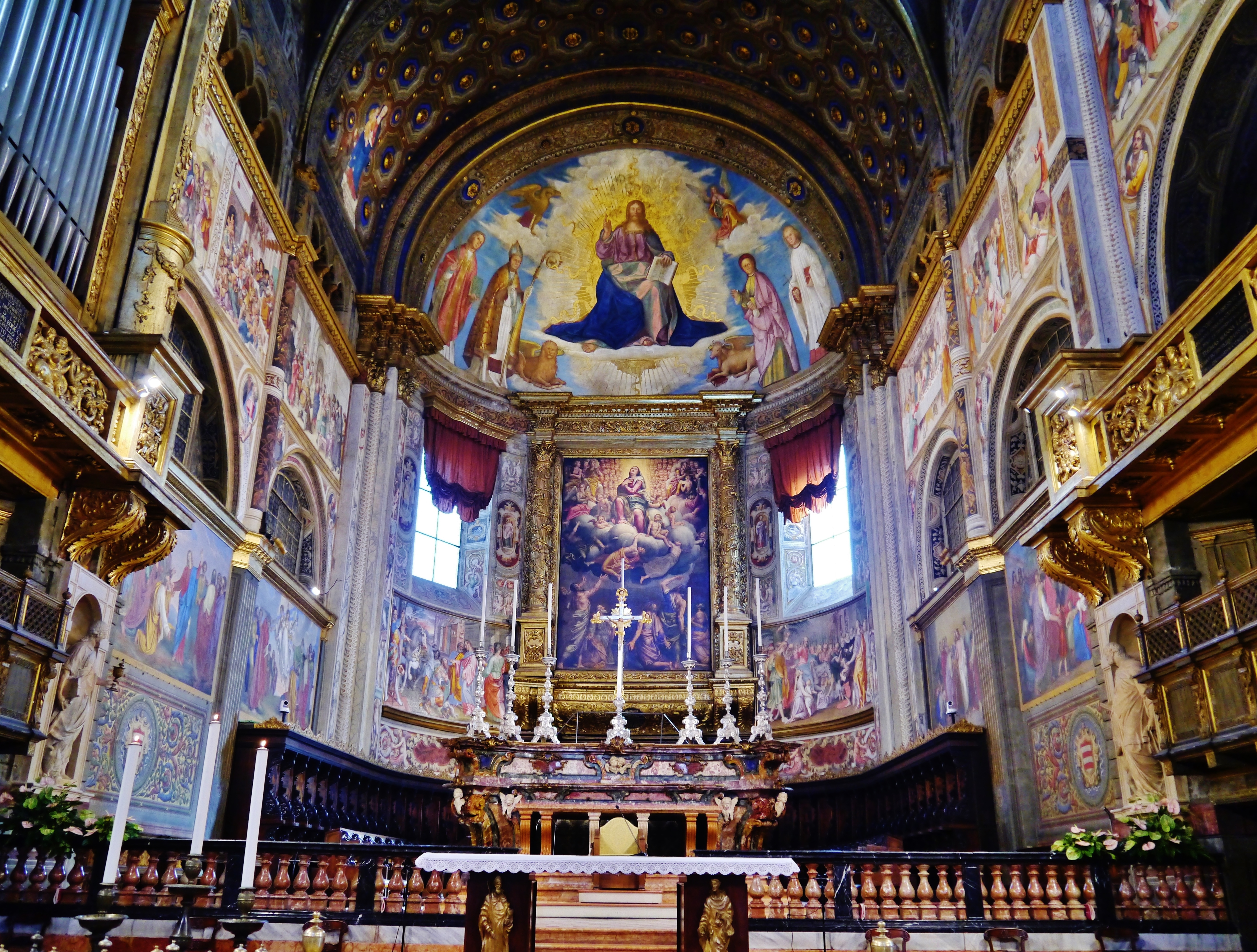
Le chœur.

## Intérieur

### Mosaïque
Mosaïque avec les thèmes de Psychomachie, du poète latin tardif Prudence.

### Sculpture
Dans la crypte, l'urne des saints  Marcellin et Pierre, sculptée par Benedetto Briosco  (1506 - 1513) est remarquable.

### Peintures
Les plus anciennes sont les fresques Histoires d'Abraham, Isaac, Jacob et Joseph dans les bras nord et sud du transept.
Un cycle de représentations de scènes de l’Ancien Testament sur les nefs du transept réalisé à fin du XIVe siècle constitué de 37 épisodes réalisés selon les techniques de la fresque et de la tempera.
Les décorations des voûtes sont de la fin du XIVe et du début du XVe siècle.
Les Histoires des martyrs Marius et Marta, Audifax et Habacuc (mieux connu sous le nom d'Arche des Martyrs perses, (1482), et le Soulagement de  saint Himerius (1481-1484), deux œuvres de Giovanni Antonio Amadeo datent aussi de la Renaissance.
Le chœur en bois, avec un travail d'incrustation en marqueterie réalisé par Il Platina (1482-1490) est contemporain de la grande croix d'autel en argent recouvert d’or et d’émaux d'Ambrogio Pozzi et Agostino Sacchi (1478) située dans le couloir droit de la branche nord du transept.
Le plus important ensemble figuratif de la cathédrale est la fresque de décoration sur les murs latéraux de la nef (début XVIe siècle), représentant La Vie de Marie et du Christ. 
Différents peintres ont collaboré à sa réalisation. Le premier a été Boccaccio Boccaccino (Annonciation à Joachim et Jésus avec les docteurs). En 1506, il avait déjà peint une Rédemption des saints patrons de Crémone sur la voûte de l'abside. 
Il a été remplacé par Giovanni Francesco Bembo (Épiphanie et Présentation au Temple) et Altobello Melone (Fuite en Égypte, Massacre des Innocents et les quatre premiers panneaux de la Passion du Christ), qui avaient tous les deux adopté un style moins classique. 

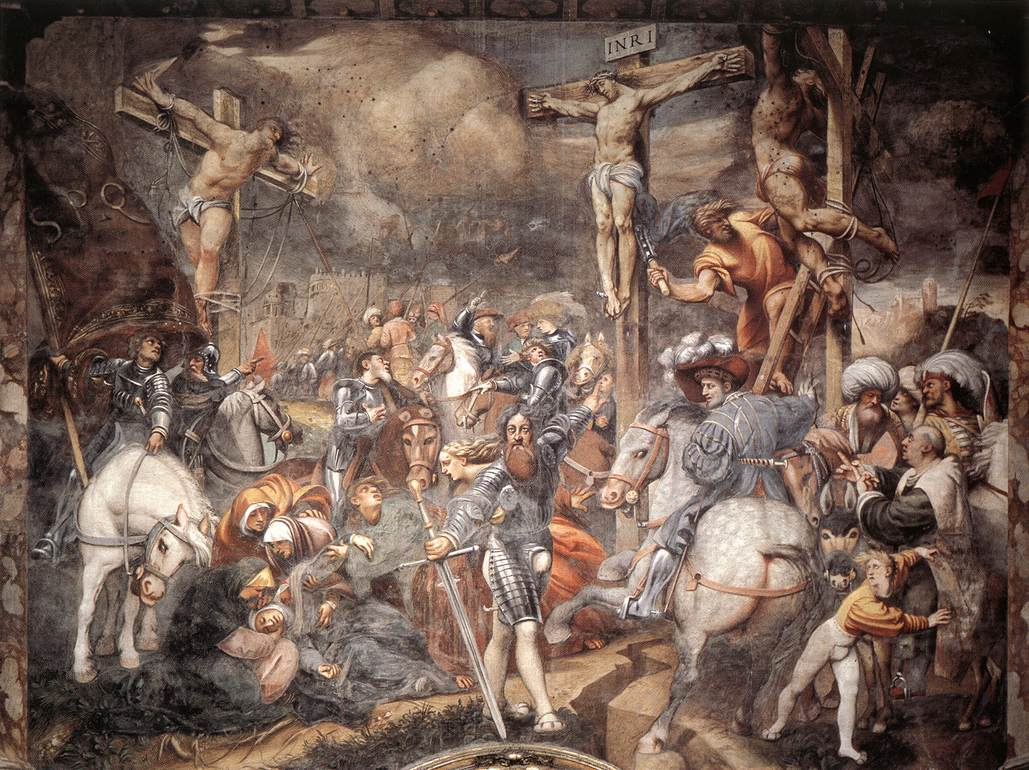
Crucifixion par Le Pordenone, envers de la façade.

Puis est arrivé  Romanino, qui en 1517, collabore aux fresques d'Altobello Melone dans la nef gauche du Duomo ; la Vierge entre saint Ludovic de Toulouse et saint Roch. Cette œuvre est maintenant détruite après avoir été conservée à Berlin. Puis, entre l'été et l'automne de 1519, il entame les fresques des histoires de la Passion du Christ, quatre panneaux dans la nef centrale, dont les scènes de Jésus devant Pilate et Ecce Homo.
Ce travail sur la Passion du Christ par  Romanino  devait continuer avec d'autres scènes, mais les nouveaux Massari, élus en 1520, lui enlèvent leur accord en le confiant au Pordenone. Celui-ci était également responsable de la réalisation de la grande Crucifixion (1521) (envers de la façade), la Déposition (1521) et du Retable Schizzi  (avant 1523), sur le premier autel de droite dans l'allée), inspiré par le style de Giorgione. 
Le complexe a été complété par Bernardino Gatti avec la Résurrection  (1529).
D'autres fresques ont été ajoutés dans le milieu du XVIe siècle par les peintres maniéristes, notamment Gatti lui-même, Bernardino Campi et autres.
Au XVIIe siècle Luigi Miradori (it), dit Le Génois, a ajouté la Vie de saint Roch dans le transept nord.

## Galerie

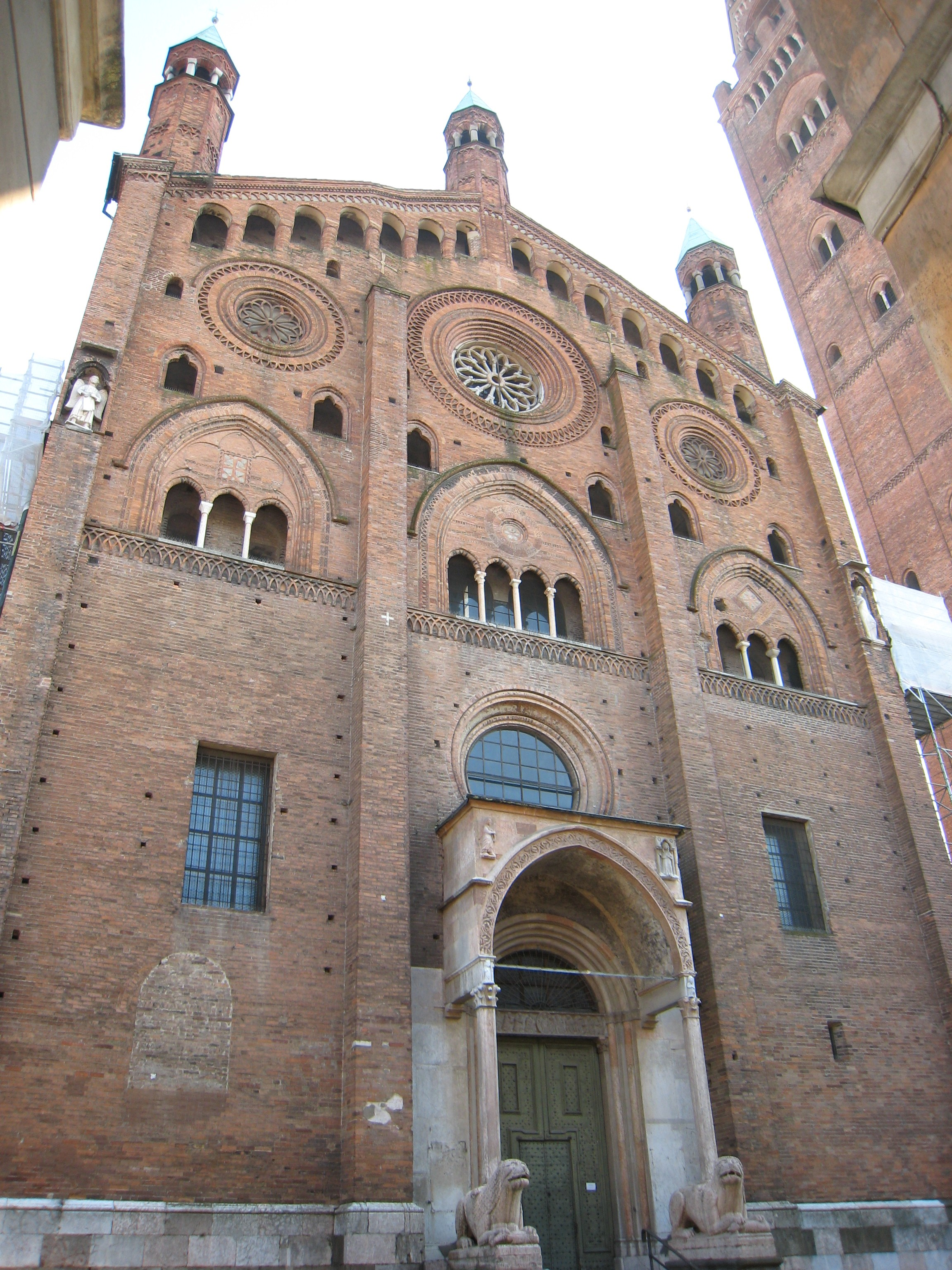
Une des deux façades en brique du transept.
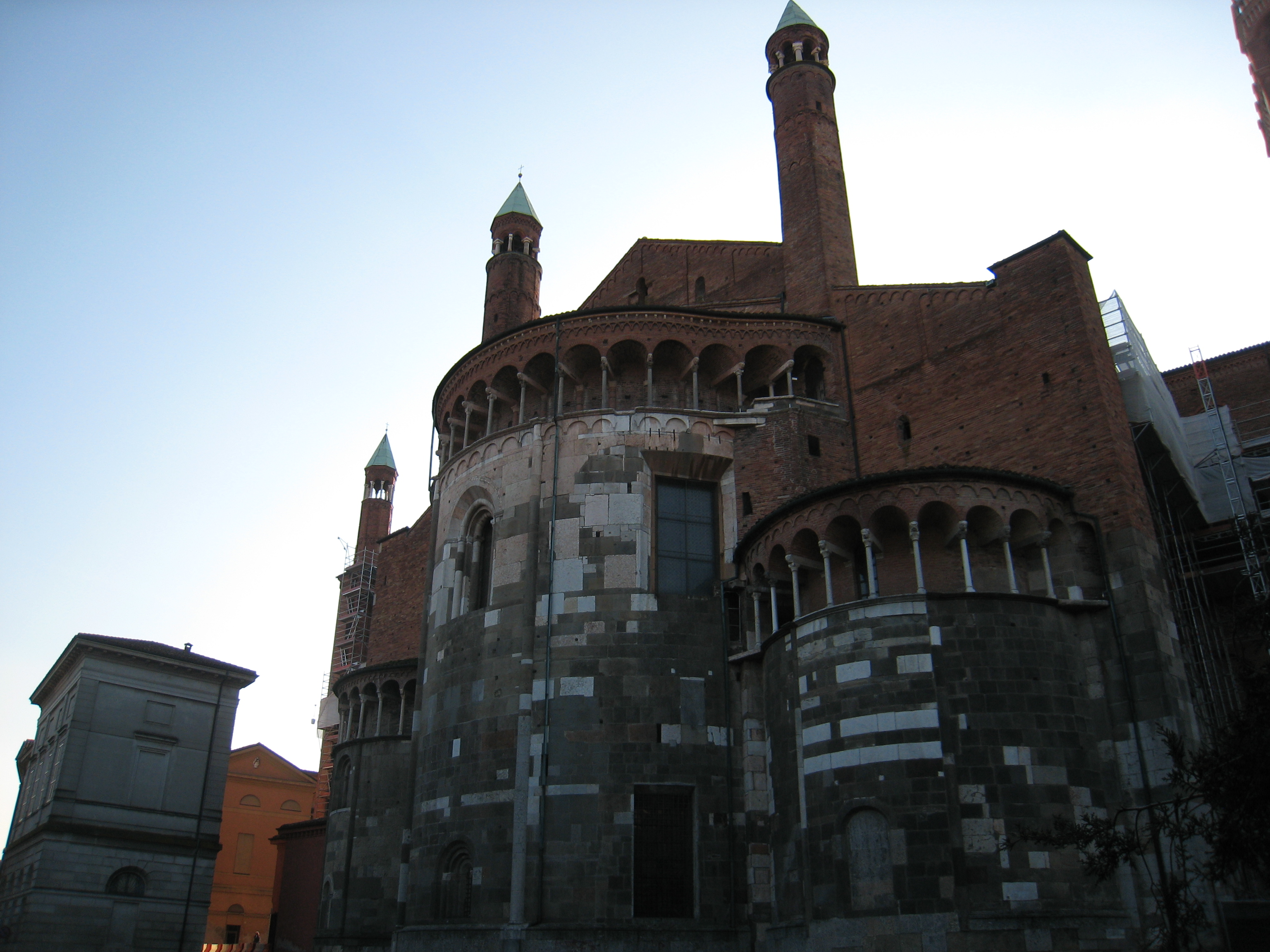
Le chevet.
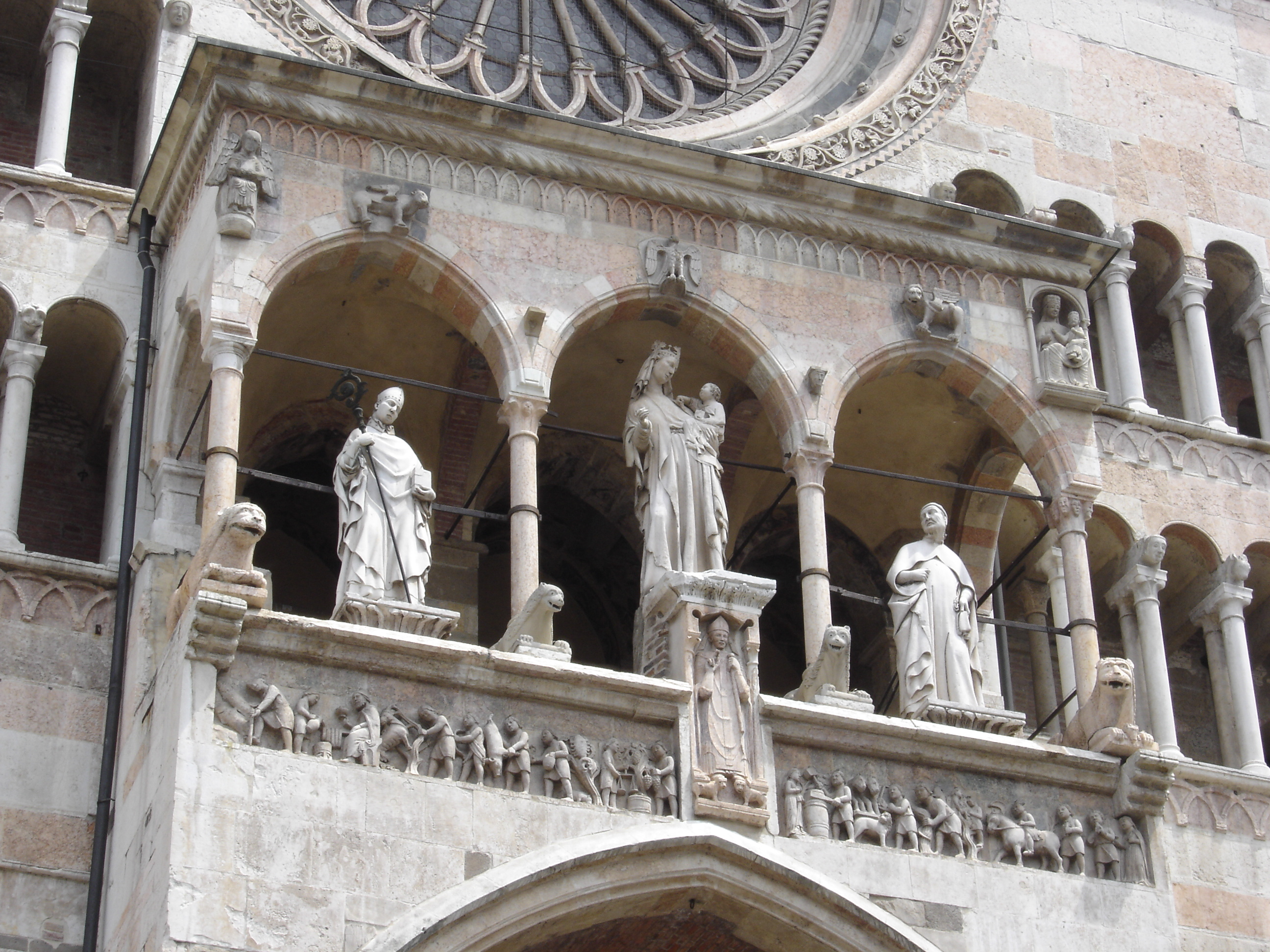
Sculptures de la façade.
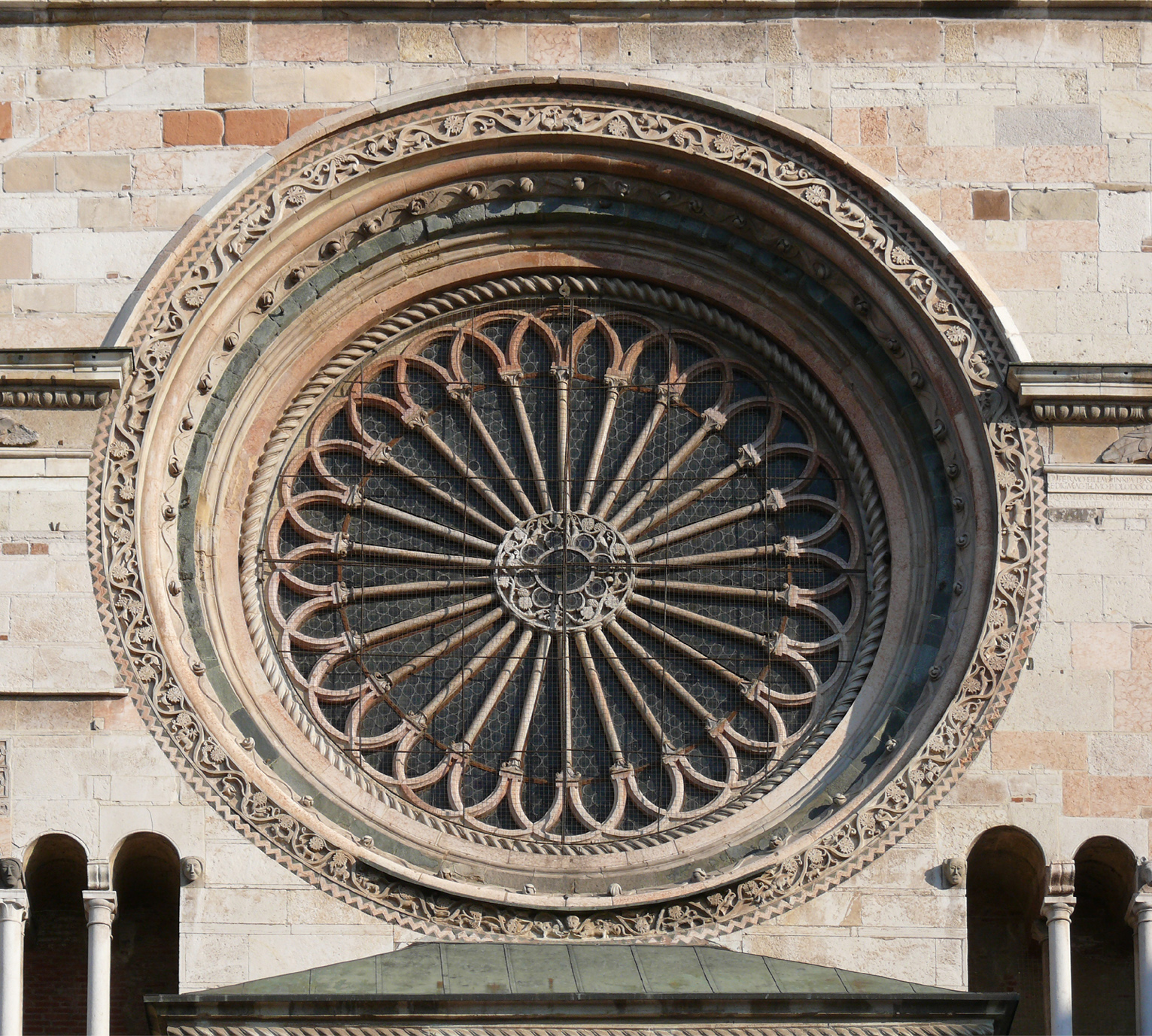
La rosace.

## Architecture
- La cathédrale de Crémone comprend des éléments d'architecture romane, gothique, néoclassique et néogothique.